# Andrzej Bachleda-Curuś II
Andrzej Jan Bachleda-Curuś (ur. 2 stycznia 1947 w Zakopanem) – polski narciarz alpejski, srebrny (1974) i brązowy (1970) medalista mistrzostw świata w kombinacji alpejskiej, dwukrotny olimpijczyk (1968, 1972). W 1972 chorąży reprezentacji Polski na igrzyskach w Sapporo.

## Życiorys
Pierwszy polski narciarz, który zdobył medal mistrzostw świata w konkurencjach alpejskich – brąz w 1970 w Val Gardena w kombinacji alpejskiej. W 1974 na mistrzostwach świata w Sankt Moritz zdobył w tej samej konkurencji srebrny medal.
Dwukrotnie wystąpił na igrzyskach olimpijskich: w Grenoble 1968 (najlepsze miejsce: 6. w slalomie specjalnym) oraz w Sapporo 1972 (najlepsze miejsce: 9. w slalomie gigancie). W 1972 pełnił obowiązki chorążego polskiej reprezentacji olimpijskiej. Jest też pierwszym Polakiem, który odniósł zwycięstwo w zawodach Pucharu Świata. Ponadto zdobył 6 medali zimowej uniwersjady, 7 złotych medali Spartakiady Armii Zaprzyjaźnionych oraz 14 tytułów mistrza Polski.
Jest pierwszym Polakiem, który otrzymał nagrodę UNESCO „Fair Play” (1969). Po zakończeniu kariery (1981) wyjechał do Francji, gdzie mieszka do dzisiaj (2005).
Odznaczony Srebrnym Krzyżem Zasługi, Krzyżem Kawalerskim (4 listopada 2009) i Krzyżem Oficerskim (2019) Orderu Odrodzenia Polski.
Został członkiem komitetu poparcia Bronisława Komorowskiego przed przyspieszonymi wyborami prezydenckimi 2010.
W 2011 roku z jego inicjatywy ruszyła akcja Tauron Bachleda Ski mająca na celu odbudowę narciarstwa alpejskiego w Polsce.

## Życie prywatne
Jest synem Andrzeja Bachledy-Curuś – śpiewaka operowego (tenora) i Marii Gąsienicy-Wawrytko – mistrzyni Polski w narciarstwie alpejskim. Narciarzami alpejskimi i olimpijczykami byli także jego brat Jan i syn Andrzej z małżeństwa z Marią Ronikier, z którą miał jeszcze dwoje dzieci Szymona i Annę, której mąż Stéphane Exartier jest francuskim alpejczykiem, który również startował w barwach Polski.

## Osiągnięcia

### Igrzyska olimpijskie
| Miejsce | Dzień     | Rok  | Miejscowość | Konkurencja | Czas    | Strata | Zwycięzca                 |
| ------- | --------- | ---- | ----------- | ----------- | ------- | ------ | ------------------------- |
| 26.     | 9 lutego  | 1968 | Grenoble    | Zjazd       | 1:59,85 | +5,63  | Jean-Claude Killy         |
| 13.     | 12 lutego | 1968 | Grenoble    | Gigant      | 3:29,28 | +6,43  | Jean-Claude Killy         |
| 6.      | 17 lutego | 1968 | Grenoble    | Slalom      | 1:39,73 | +0,88  | Jean-Claude Killy         |
| 9.      | 10 lutego | 1972 | Sapporo     | Gigant      | 3:09,62 | +2,80  | Gustav Thöni              |
| 10.     | 13 lutego | 1972 | Sapporo     | Slalom      | 1:49,27 | +2,99  | Francisco Fernández Ochoa |

### Mistrzostwa świata
| Miejsce | Dzień       | Rok  | Miejscowość  | Konkurencja | Czas biegu | Strata     | Zwycięzca                 |
| ------- | ----------- | ---- | ------------ | ----------- | ---------- | ---------- | ------------------------- |
| 39.     | 7 sierpnia  | 1966 | Portillo     | Zjazd       | 1:34,40    | +7,58      | Jean-Claude Killy         |
| 21.     | 10 sierpnia | 1966 | Portillo     | Gigant      | 3:19,42    | +9,92      | Guy Périllat              |
| 15.     | 14 sierpnia | 1966 | Portillo     | Slalom      | 1:41,56    | +3,94      | Carlo Senoner             |
| 9.      | 14 sierpnia | 1966 | Portillo     | Kombinacja  | 20,92 pkt  | +79,44 pkt | Jean-Claude Killy         |
| 26.     | 9 lutego    | 1968 | Grenoble     | Zjazd       | 1:59,85    | +5,63      | Jean-Claude Killy         |
| 13.     | 12 lutego   | 1968 | Grenoble     | Gigant      | 3:29,28    | +6,43      | Jean-Claude Killy         |
| 6.      | 17 lutego   | 1968 | Grenoble     | Slalom      | 1:39,73    | +0,88      | Jean-Claude Killy         |
| 4.      | 17 lutego   | 1968 | Grenoble     | Kombinacja  | 0,00 pkt   | +54,45 pkt | Jean-Claude Killy         |
| 10.     | 8 lutego    | 1970 | Val Gardena  | Slalom      | 1:39,47    | +4,47      | Jean-Noël Augert          |
| 6.      | 10 lutego   | 1970 | Val Gardena  | Gigant      | 4:19,19    | +3,57      | Karl Schranz              |
| 43.     | 15 lutego   | 1970 | Val Gardena  | Zjazd       | 2:24,57    | +6,11      | Bernhard Russi            |
| 3.      | 15 lutego   | 1970 | Val Gardena  | Kombinacja  | 21,25 pkt  | +39,65 pkt | Billy Kidd                |
| 9.      | 10 lutego   | 1972 | Sapporo      | Gigant      | 3:09,62    | +2,80      | Gustav Thöni              |
| 10.     | 13 lutego   | 1972 | Sapporo      | Slalom      | 1:49,27    | +2,99      | Francisco Fernández Ochoa |
| 13.     | 5 lutego    | 1974 | Sankt Moritz | Gigant      | 3:07,92    | +7,08      | Gustav Thöni              |
| 30.     | 9 lutego    | 1974 | Sankt Moritz | Zjazd       | 1:56,98    | +5,52      | David Zwilling            |
| 7.      | 10 lutego   | 1974 | Sankt Moritz | Slalom      | 1:49,98    | +5,68      | Gustav Thöni              |
| 2.      | 10 lutego   | 1974 | Sankt Moritz | Kombinacja  | 67,88 pkt  | +10,47 pkt | Franz Klammer             |

### Puchar Świata

#### Miejsca w klasyfikacji generalnej
| Sezon     | Slalom | Gigant | Klasyfikacja generalna |
| --------- | ------ | ------ | ---------------------- |
| 1967/1968 | 15.    | -      | 26.                    |
| 1968/1969 | 15.    | 29.    | 30.                    |
| 1969/1970 | 13.    | 9.     | 13.                    |
| 1970/1971 | 11.    | 9.     | 15.                    |
| 1971/1972 | 2.     | 8.     | 6.                     |
| 1972/1973 | 11.    | 17.    | 22.                    |
| 1973/1974 | -      | -      | 41.                    |

#### Zwycięstwa w zawodach
| Nr | Dzień     | Rok  | Miejscowość | Konkurencja | Czas    |
| -- | --------- | ---- | ----------- | ----------- | ------- |
| 1. | 19 lutego | 1972 | Banff       | Slalom      | 1:44,45 |

#### Miejsca na podium w zawodach
| Nr | Dzień       | Rok  | Miejscowość          | Konkurencja | Czas    | Loc. | Strata | Zwycięzca        |
| -- | ----------- | ---- | -------------------- | ----------- | ------- | ---- | ------ | ---------------- |
| 1. | 17 stycznia | 1970 | Kitzbühel            | Gigant      | 3:22,74 | 2    | +2,07  | Dumeng Giovanoli |
| 2. | 9 stycznia  | 1972 | Berchtesgaden        | Slalom      | 1:39,89 | 3    | +0,53  | Henri Duvillard  |
| 3. | 16 stycznia | 1972 | Kitzbühel            | Slalom      | 1:53,17 | 3    | +2,19  | Jean-Noël Augert |
| 4. | 19 lutego   | 1972 | Banff                | Slalom      | 1:44,45 | 1    | -      | -                |
| 5. | 17 marca    | 1972 | Madonna di Campiglio | Slalom      | 1:45,77 | 3    | +1,70  | Roland Thöni     |
| 6. | 28 stycznia | 1973 | Kitzbühel            | Slalom      | 1:47,56 | 3    | +1,34  | Jean-Noël Augert |